# Thomas George Cowling
Pour les articles homonymes, voir Cowling.
Thomas George Cowling (17 juin 1906-16 juin 1990) est un astronome britannique.

## Biographie
Cowling est étudiant au Brasenose College en mathématiques de 1924 à 1930, de 1928 à 1930 il travaille sous la direction d'Edward Arthur Milne. En 1929, Milne n'a pas de problème à lui soumettre et fait appel à Sydney Chapman qui lui propose de travailler sur un article qu'il vient d'écrire sur le champ magnétique du Soleil, Cowling y trouve une erreur invalidant les résultats de Chapman. Après avoir obtenu son doctorat Chapman lui propose de travailler avec lui.
En 1933 Cowling écrit un article The magnetic field of sunspots - La champ magnétique des taches solaires. Joseph Larmor a travaillé sur ce sujet arguant que les taches s'autorégénèrent par un effet dynamo. Cowling montre que l'explication de Larmor n'est pas correcte et son article lui assure une bonne notoriété dans le monde de l'astrophysique.
Cowling travaille aussi dans les années 1930, en même temps que Ludwig Biermann mais indépendamment, sur le transport d'énergie dans les étoiles par radiation ou par convection. Il construit ainsi un modèle basé sur un transport d'énergie dans le noyau par radiation et par convection dans l'enveloppe nommé modèle de Cowling par Chandrasekhar. Ses études sur les modes d'oscillations d'une étoile sont une des bases de l'héliosismologie.
Cowling reçoit la médaille d'or de la Royal Astronomical Society en 1956, la médaille Bruce en 1985 et la médaille Hughes en 1990, deux jours avant sa mort.

### Notice nécrologique
- QJRAS 32 (1991) 201, notice nécrologique.